# Stark's Park
Le Stark's Park est un stade de football construit en 1891 et situé à Kirkcaldy.
D'une capacité de 8 867 places toutes assises, il accueille les matches à domicile des Raith Rovers, club du championnat écossais.

## Histoire
Le Recreation Park est le stade des Raith Rovers depuis sa construction en 1891. Les tribunes et les installations ont été construites à la fin des années 1920 par l'architecte Archibald Leitch et ont été financés par la vente, en 1925, d'Alex James à Preston North End.
L'installation d'éclairage et d'autres travaux de rénovation ont été financés par les ventes de Jackie Stewart (en) à Birmingham City, de Jim Baxter aux Rangers et de Jimmy McEwan (en) à Aston Villa. Ce dernier club deviendra le premier à affronter les Raith Rovers de nuit, avec l'éclairage fonctionnant, dans le cadre de ce transfert.
La vente d'Andy Harrow (en), en 1981, à Luton Town, permet quant à elle, de financer la construction de la nouvelle tribune sud. Dans les années 1990, la société Barr Construction (en) achève la rénovation du stade pour lui donner, dans les grandes lignes, la forme qu'on lui connaît depuis, avec une capacité alors de 10 700 places.
L'installation d'une toiture métallique et de sièges numérotés réduisirent le nombre de places à 8 867 tel qu'il est actuellement.
Les supporteurs des Raith Rovers appellent souvent leur stade le San Starko en référence au San Siro de Milan.

## Affluence
Le record d'affluence a été établi en 1953 à l'occasion du match entre Raith Rovers et Heart of Midlothian, avec 31 306 spectateurs.
Les moyennes de spectateurs pour les précédentes saisons sont :
- 2014-2015: 2 598 (Championship League)
- 2013-2014: 1 659 (Championship League)
- 2012-2013: 1 829 (Division One)

## Transport
La gare la plus proche est la gare de Kirkcaldy (en), située à 15 minutes à pied. Le stade est rapidement accessible depuis l'A921.